# Gérard Bourgoin
Pour les articles homonymes, voir Bourgoin.
Gérard Bourgoin, né le 6 juillet 1939 à Auxerre (Yonne) et mort le 2 mars 2025 à Brienon-sur-Armançon (Yonne), est un chef d'entreprise, dirigeant sportif et homme politique français. Il est président de l'AJ Auxerre du 24 mai 2011 au 19 avril 2013.

## Biographie

Ancien logotype de La Chaillotine.

### Entreprise

#### Création de la Chaillotine
Fils de boucher, Gérard Bourgoin passe un CAP de boucher puis de comptabilité.
À partir de 1966, il construit, dans son village de Chailley (Yonne), sa première usine de découpe de volailles.
L'extension est rapide, en particulier grâce à la vente dans la grande distribution.

#### Bourgoin SA

Premier logotype de Bourgoin SA

En 1966, l'entreprise familiale se transforme en société anonyme pour devenir l'un des plus grands groupes volaillers français.
Dans les années 1980, la Chaillotine devient BSA (Bourgoin SA), se diversifie et se développe à l’étranger.
Avec le rachat de nombreuses entreprises, BSA devient le numéro un mondial de la volaille fraîche, assure 30 % de la production nationale, emploie 6600 salariés, compte 30 usines et porte son chiffres d'affaires à 6,5 milliards de francs.
En 1986, en pleine gloire, on le surnomme le « Tapie des champs ».

#### Chaillotine Air Service

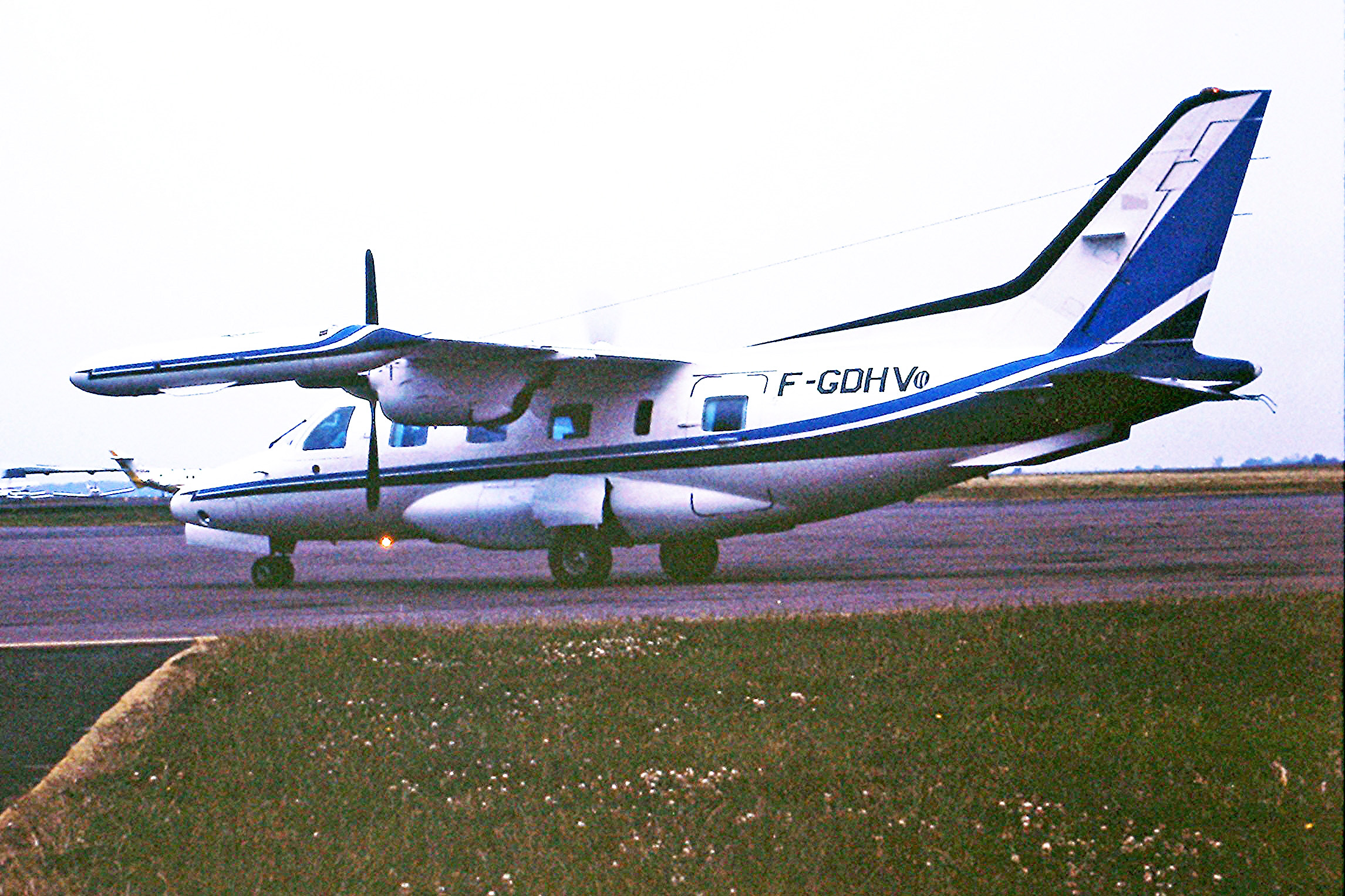
Mitsubishi MU-2 Marquise de Chaillotine Air Service.

Pilote d'avion, depuis 1975, Gérard Bourgoin crée en 1979 une petite compagnie aérienne d'affaires nommée Chaillotine Air Service (code OACI : CIS, indicatif radio : CHAILLOTINE) , basée sur l'aéroport d'Auxerre qui lui servira à rallier ses usines dans l'Hexagone ou à l'international.
Dès 1985, Gérard Bourgoin possède son propre aérodrome à Chailley, à 300 mètres de ses usines de volailles avec un hangar pour l'entretien des avions de sa compagnie.
La compagnie possèdera en même temps jusqu'à 4 avions de type Dassault Falcon 10 mais également plusieurs Mitsubishi MU-2.
Entre 1988 et 1996, la compagnie a subi quatre accidents faisant onze morts et un blessé (4 avions détruits) dont le pilote automobile José Dolhem, demi-frère de Didier Pironi et le fils de Gérard Bourgoin, Patrick Bourgoin, 29 ans, héritier désigné du groupe Bourgoin.
Son ami Gérard Depardieu sort miraculeusement indemne d'une collision entre un Falcon 10 de Chaillotine Air Service et un Boeing 727 Cargo sur l'aéroport de Madrid en 1996.
L'aéroport d'Auxerre a connu ses grandes heures grâce à Gérard Bourgoin qui pilotait lui-même l'avion qui transportait les joueurs de l'AJ Auxerre, à la grande époque de la ligue 1 et des coupes d'Europe. L'AJ Auxerre est le seul club européen à posséder ses propres jets.
Il installe une usine « La Chaillotine » à Guiscriff dans le Morbihan en Bretagne qui deviendra le plus grand complexe européen de dindes réorienté ensuite vers le poulet frais puisque accolé à un aérodrome. Le journal Les Echos titre un article sur l'aérodrome de Guiscriff en 1998 : « Une piste d'aéroport sur mesure pour le groupe Bourgoin ».

#### Démantèlement

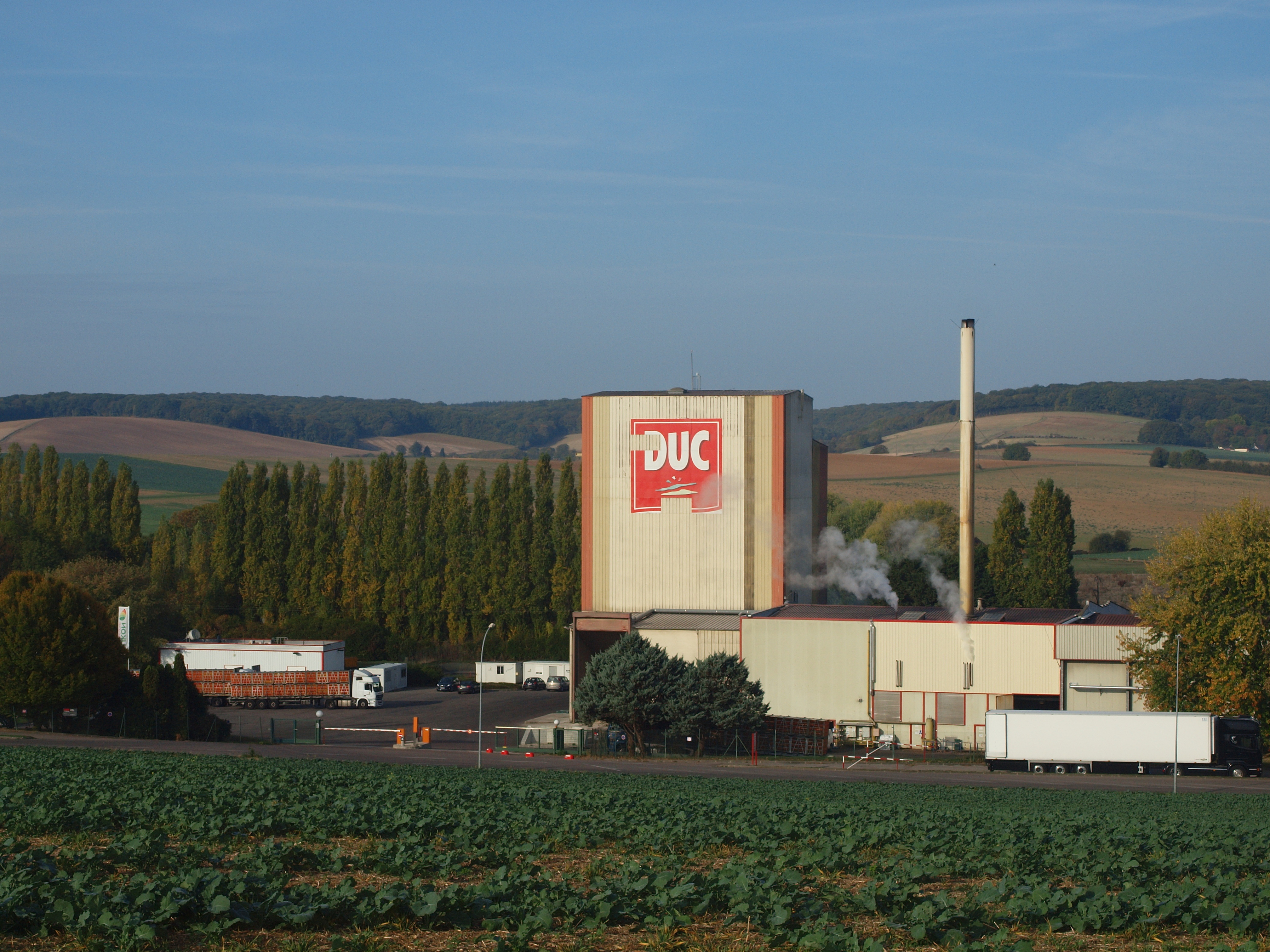
Usine DUC à Chailley (Yonne).

En proie à des difficultés industrielles et financières, le groupe qu'il gère avec sa fille Corinne Bourgoin, nommée directrice générale en 1996, dépose son bilan en août 2000. Il est démantelé et les repreneurs se partagent le groupe. La société Duc continue à exploiter l'usine de Chailley,.

Logotype historique des poulets Duc

Une intersyndicale s'est constituée et a publié en octobre 2000, un communiqué rageur visant directement Gérard Bourgoin, bien que celui-ci ait officiellement abandonné en 1994 à sa fille Corinne alors âgée de vingt-sept ans, à la suite de la mort dans un accident d'avion de la compagnie Chaillotine Air Service de son fils Patrick, la conduite de ses affaires :
« N'est-il pas indécent de le voir se fourvoyer dans les milieux du sport et de l'argent à l'heure où ses salariés se soucient de leur avenir ? Avec quel argent a-t-il financé ses recherches pétrolières ? Ses campagnes politiques ? Sa passion des avions ? ».

#### Affaires judiciaires
Gérard Bourgoin est mis en examen par le Tribunal de Sens pour abus de pouvoir, abus de biens sociaux et blanchiment à la suite du dépôt de bilan de son groupe Bourgoin SA en 2000. La justice s'intéresse à des flux financiers anormaux entre les filiales et les holdings ou sous-holdings du groupe Bourgoin. Le tribunal correctionnel de Sens a condamné Gérard et sa fille Corinne Bourgoin pour les avances de trésorerie sur plusieurs dizaines de millions de francs de janvier 1995 à décembre 1999, consenties par la Bourgoin SA qu'ils dirigeaient à la holding Financière Familiale Bourgoin à 6 mois de prison avec sursis.
En 2002, le juge financier Renaud Van Ruymbecke s'intéresse à Gérard Bourgoin dans la revente à bas prix le 31 décembre 1998 de ses parts de la société d'exploitation de pétrole Pebercan à Cuba à son ami Michel Reybier,. L'ancien industriel de la volaille a bénéficié le 18 mai 2004 d'une ordonnance de non-lieu.
En 2008, Gérard Bourgoin est condamné à six mois de prison avec sursis et mise à l'épreuve pendant 18 mois, ainsi qu'à 37.500 euros d'amende. Il devra également s'acquitter des sommes dues au Trésor public, soit quelque 850.000 euros. Il lui était reproché d'avoir minoré sa déclaration de revenus de 2001 en omettant de déclarer plus de 3 millions d'euros.
Le 23 mai 2013, Gérard Bourgoin est arrêté pour excès de vitesse par les gendarmes de la brigade motorisée de Joigny dans l'Yonne; il roulait sans permis de conduire à la suite de la perte de la totalité de ses points. Il est placé en garde à vue.

### Football

Logotype de l'AJ Auxerre en 1992.

Supporter de l'AJ Auxerre dont il fut vice-président (1978-2000), il sponsorise ce club par l'intermédiaire de son groupe volailler (marques « la Chaillotine » de 1978 à 1983 et de 1986 à 1990, puis « Duc de Bourgogne » et « Duc » de 1990 à 1996). Il n'hésite pas à convoyer l'équipe de football à bord de son avion personnel lors de rencontres européennes et avec les avions de sa compagnie aérienne pour les déplacements de l'équipe de football.
Il est élu en juillet 2000 président de la ligue nationale de football à la place de Noël Le Graët. Sa présidence ne fait pas l'unanimité (il a été élu à une voix de majorité) et il rencontre une forte opposition interne. Il cédera la place à Frédéric Thiriez.
En mai 2011, avec le soutien de Guy Roux et Jean-Claude Hamel, il obtient la présidence de l'AJ Auxerre. Le 8 juin 2011, il nomme Laurent Fournier comme nouvel entraîneur de l'AJA en remplacement de Jean Fernandez, en fin de contrat et parti à l'AS Nancy-Lorraine.
Depuis l'arrivée de Gérard Bourgoin, l'AJA refaisait parler d'elle mais après la mi-saison 2011-2012, l'AJA pointe à la 19e place et les supporters critiquent fortement les choix du président en ce qui concerne les joueurs et surtout l’entraîneur.
Le 17 mars 2012, l'AJA est lanterne rouge de Ligue 1. Le lendemain de la défaite de l'AJA face à Evian TG à domicile (2-0), Gérard Bourgoin décide de licencier Laurent Fournier. Jean-Guy Wallemme lui succède la même journée.
À l'issue de la 37e et avant‑dernière journée du championnat de Ligue1, l'AJA est officiellement reléguée en Ligue 2.
Il est devenu l'ennemi public n°1 des supporters qui veulent sa tête. Lors d'une défaite contre Nancy, le 29 janvier 2012, ce sont les CRS qui escortent Gérard Bourgoin jusqu'au vestiaire car des supporters avaient envahi le terrain pour en découdre avec Gérard Bourgoin.
L'AJ Auxerre est reléguée en Ligue 2 après sa défaite à Marseille le 13 mai 2012, deux ans après avoir disputé la Ligue des champions.
Gérard Bourgoin cesse d'être président de l'AJA en avril 2013, remplacé par Guy Cotret.

### Autres activités
Gérard Bourgoin a investi en 1996 dans la prospection pétrolière à Cuba (avec ses amis Gérard Depardieu, Michel Reybier et Roger Zannier ), et au Congo. Ami de Fidel Castro, il l'a reçu dans sa commune en 1995.
Il a engagé l'équipe Duc-Z au rallye automobile Paris-Dakar et en 1992, son buggy est classé premier à l'arrivée au Cap dans la catégorie des 2 roues motrices. Gérard Bourgoin a réussi le tour de force de faire partir le quinzième Paris-Dakar de sa ville de Chailley devant les caméras du monde entier début janvier 1993'.

### Vie politique
Gérard Bourgoin est maire de Chailley de 1983 à 2014, conseiller général de l'Yonne en 1994 et vice-président du conseil général.
Il est président du CNIP (parti politique de droite) d'avril 1999 à mars 2000.

### Show business

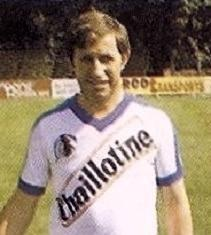
Son ami Guy Roux, joueur à l'AJ Auxerre en 1979 avec le maillot sponsor « La chaillotine », société de Gérard Bourgoin.

Le « roi du poulet » comme il est appelé est attiré par le ballon rond et les paillettes du show-biz.
Ami de Gérard Depardieu, il aime faire la fête.
C'est également l'ami de Guy Roux, entraîneur mythique et historique de l'AJA Auxerre ou l'homme d'affaires français aussi riche que discret Michel Reybier (fondateur du groupe Aoste, propriétaire des hôtels La Réserve de Genève, Paris ou St Tropez, des hôtels Mama Shelter...) et l'ami de Michel Denisot.
Il vivra même une idylle avec Caroline Barclay en 1998, quelques semaines après qu'elle a eu un flirt avec Gérard Depardieu,. Gérard Bourgoin et Caroline Barclay ont même vécu pendant 1 an au domicile parisien de Depardieu rue de Villiers dans le 17e arrondissement.
En décembre 2010, Gérard Bourgoin perd dans un incendie son luxueux chalet en bois de 500 m² du hameau du Ruet situé à Venizy à la sortie de Chailley, sa résidence principale.
En mai 2022, un incendie criminel vise sa maison secondaire située sur la commune de Galéria, en Balagne, au bord de la rivière Fango (Corse). Cette résidence secondaire avait déjà fait l'objet d'un attentat par le passé.
En septembre 2024, le bateau de 15 mètres de Gérard Bourgoin sombre dans le golfe de Galéria à cause d'une forte houle, provoquant une légère pollution aux hydrocarbures.

### Mort et hommage
Le 2 mars 2025, au retour d'un match de l'AJ Auxerre contre Strasbourg, Gérard Bourgoin trouve la mort au volant de sa voiture à la suite d'un malaise cardiaque sur la commune de Brienon-sur-Armançon, à l’âge de 85 ans. Il est inhumé dans le cimetière communal de sa commune natale, Chailley, le 8 mars suivant. Un cortège auquel participent plusieurs centaines de personnes défile dans les rues de cette même commune pour lui rendre hommage dix jours après sa disparition .

## Publication
- Gérard Bourgoin, Gérard Bourgoin, itinéraire d'un homme pressé, Paris, TF1 Éditions, 1994, 346 p. (ISBN 2-87761-070-5).